# José Manuel Bettencourt Rodrigues
José Manuel de Bethencourt Conceição Rodrigues MOVM • OA • ComA • GOA • MOSD • GCMM (Funchal, 5 de Junho de 1918 — Lisboa, 28 de Abril de 2011), mais conhecido por Bethencourt Rodrigues, foi um oficial general do Exército Português que, entre outras funções, foi Ministro do Exército (1968-1970), comandante da Zona Militar Leste de Angola (1971-1973), terminando a sua carreira como Governador-Geral da Guiné (1973-1974), cargo para que foi nomeado em Setembro de 1973, substituindo no cargo o general António de Spínola. Foi o último dos governadores daquela província ultramarina de Portugal, numa altura em que a situação militar das forças no terreno exigiam a chefia de uma qualidade de que já dera sobejas provas dominando a guerrilha no Leste de Angola.  Por despacho da Junta de Salvação Nacional, passou à situação de reserva em 14 de Maio de 1974.

## Biografia
Nascido na Madeira, foi muito jovem para Lisboa, onde fez o curso secundário no Liceu de Pedro Nunes. Concluído o ensino secundário, frequentou os estudos preparatórios militares na Faculdade de Ciências da Universidade de Lisboa, ingressando de seguida no Curso de Infantaria da Escola do Exército, que terminou em 1939, como primeiro classificado do seu curso.
Em 1951 concluiu o curso de Estado-Maior com a classificação de Distinto. Em 1953, frequentou o curso de Comando e Estado-Maior do Exército Norte-Americano, no Command and General Staff College, em Fort Leavenworth, Kansas. A 28 de Dezembro de 1953 foi feito Oficial da Ordem Militar de São Bento de Avis, a 30 de Julho de 1957 foi elevado a Comendador da mesma Ordem e a 6 de Julho de 1966 a Grande-Oficial da mesma Ordem. Em 1968, após a frequência do curso de Altos Comandos do Instituto de Altos Estudos Militares (IAEM), no qual teve a classificação de Muito Apto, foi promovido a brigadeiro e em 1972 a general.
Ao longo da sua carreira, foi comandante do Regimento de Artilharia N.º 1, professor e director dos Cursos de Estado-Maior, chefe do Estado-Maior do Quartel-General da Região Militar de Angola, comandante da Zona Militar Leste de Angola e comandante-chefe e governador da Guiné Portuguesa. Exerceu também  as funções de adido militar e aeronáutico junto da Embaixada de Portugal em Londres.
Entre 1968 e 1970 foi Ministro do Exército do governo presidido por Marcelo Caetano. Em 21 de Setembro de 1973 tomou posse como governador da Guiné Portuguesa e comandante-chefe do Comando Territorial Independente da Guiné (CTIG), em substituição do general António de Spínola, que cessara funções a 6 de Agosto. Ocupava estes cargos aquando da Revolução de 25 de Abril de 1974, à qual não aderiu. Em consequência, foi preso no 26 de Abril de 1974, no Forte da Amura, em Bissau, pelos seus subordinados que faziam parte do Movimento das Forças Armadas. Regressado a Lisboa, passou à situação de reserva em 14 de Maio de 1974, por despacho da Junta de Salvação Nacional.
Ao longo da sua carreira foi condecorado com a Medalha de Ouro de Valor Militar com Palma, com a Medalha de Ouro de Serviços Distintos com Palma e com a Grã-Cruz da Medalha de Mérito Militar.
Em co-autoria com os generais Joaquim da Luz Cunha, Kaúlza de Arriaga e Silvino Silvério Marques publicou o livro de depoimentos África, Vitória Traída.